# 希沙姆·赛义德
希沙姆·赛义德是一名自2015年起便被哈马斯绑架并作为人质的贝都因裔以色列平民。哈马斯声称赛义德被绑架时在以军服役，但人权观察组织确认了其真实身份是一名拥有兵役豁免权的平民。
2022年6月28日，哈马斯发布了一段视频，视频中赛义德戴着一个氧气面罩，正躺在病床上接受静脉注射。以色列总理纳夫塔利·贝内特谴责哈马斯用一个人的临终时刻作为将会广为人知的宣传素材的行为是“是惹人憎恨以及令人失望的“。

## 生平
希沙姆·赛义德出生于赛义德村，父亲是建筑承建商沙班·赛义德，母亲是玛纳尔·赛义德。赛义德是聋人，还患有耳鸣以及眩晕症，其心理健康状况亦极其特殊。
赛义德于2005年前往塞浦路斯，后又于2010年前往伦敦学习。2010年，赛义德确诊为有“严重的精神失常”，于2013年又确诊为患有精神分裂。
赛义德一向遵从他脑中的声音行事。他曾进入西岸地区至少15次，其中三次都被巴勒斯坦预防性安全部门所拘留。
2008年8月18日，其自愿入伍，但很快就因被判定为“不适合服役”而于同年11月6日被遣散。